# 66e brigade mécanisée
Pour les articles homonymes, voir 66e brigade.
La 66e brigade mécanisée, de son nom complet la 66e brigade mécanisée séparée nommée d'après le prince Mstislav le Brave (en ukrainien : 66-та окрема механізована бригада імені князя Мстислава Хороброго, abrégé en 66 ОМБр ; numéro d'unité militaire А7014) est une grande unité d'infanterie mécanisée de l'Armée de terre ukrainienne.
L'unité est créée en 2015 comme unité-cadre au sein du corps de réserve, puis passe à plein effectif en 2022 le 18 avril 2022. Elle porte le nom de Mstislav de Tchernigov, un prince de la Rus' de Kiev du XIe siècle, utilisé comme symbole de l'ancienneté de l'histoire ukrainienne.

## Historique

### Invasion russe de l'Ukraine

#### Création
L'invasion russe de 2022 a comme conséquence la mobilisation ukrainienne, ce qui permet de mettre sur pied de nouvelles unités grâce à l'arrivée dans les casernes des réservistes et conscrits. C'est le cas pour la 66e, qui n'était jusque-là qu'une unité-cadre au sein du corps de réserve. Le 17 mai 2022, les barraquements de la brigade à Desna dans l'oblast de Tchernihiv sont frappés par des missiles russes. Le bombardement provoque la mort d'au moins 63 soldats de la brigade et reste à ce jour le bombardement le plus meurtrier pour l'armée ukrainienne,.

#### Bataille de Marïnka (juillet - août 2022)
Après une période d'instruction, elle est déployée en juillet 2022 dans l'oblast de Donetsk, à Marïnka afin d'épauler le 503e bataillon d'infanterie naval. Elle participe à la défense des villages voisins de Novomykhaïlivka et Krasnohorivka soumis à de violents combats. Ici, le 3 août, le commandant de la brigade, le colonel Oleg Dehtjarov, est tué au combat et reçoit à titre posthume l' Ordre de Bogdan Khmelnitski II quelques jours plus tard. Début septembre, elle est redéployée plus au nord, relayée par la 79e brigade d'assaut aérien.

#### Contre-offensive de Kharkiv (septembre 2022)
La 66e brigade est alors utilisée lors de la contre-offensive de Kharkiv. La première phase de l'opération aboutie à la reprise de l'ensemble de l'oblast de Kharkiv, les forces russes se retirant sur la rive orientale de l'Oskil. La brigade est alors positionnée au sud de Lyman où elle mène des combats près du village de Staryi Karavan. À partir du 12 septembre, la 66e brigade parvient à traverser le Siversky Donets et participe alors de la seconde bataille de Lyman. Tandis que la 81e brigade aéromobile manoeuvre vers le nord-ouest pour tenter d'encercler la ville, la 66e attaque Lyman frontalement depuis le massif forestier au sud-ouest afin de fixer les Russes pendant que les autres unités créent une poche depuis le nord et le sud-est. Elle libère la commune de Shchurove mais subit toutefois une violente résistance de plusieurs durant lesquels 25 soldats de la brigade sont tués. Le 1er octobre, les Russes évacuent la poche et Lyman est libéré par le 66e brigade,,.

#### Bataille de la ligne Svatove-Kreminna (depuis octobre 2022)
Après le succès de la contre-offensive, les forces poursuivent leurs avancées en direction de Kreminna et Svatove, oblast de Louhansk. La brigade participe alors à la libération des communes de Nevske (oblast de Louhansk) (uk) le 4 octobre et capture la partie ouest de Makiivka (oblast de Louhansk) (uk) qui est définitivement reconquis le 24 octobre avant d'être contenu devant la R66 Svatove-Kreminna. Le 12 décembre 2022, la brigade reçoit officiellement le drapeau de guerre des mains du commandant en chef de l'armée Oleksandr Syrskyi. Entre novembre et janvier 2023, aux côtés de la 80e brigade d'assaut aérien, elle tente de poursuivre son avancée à l'est vers Ploschanka et retient les contre-attaques russes leur infligeant de lourdes pertes. Également en décembre, le 69e bataillon de fusiliers, affecté à la brigade, est détaché et utilisé pendant la bataille de Bakhmut, puis réaffecté à la 93e brigade mécanisée. Entre février et avril 2023, la brigade subit de violentes contre-attaques sur Makiivka, la 66e brigade repoussant les assauts d'infanterie russes de la 30e brigade de fusiliers motorisés de la Garde,,. En juin 2023, la brigade est contrainte de céder du terrain et de se retirer vers la rivière Oskil en raison des attaques menées par la 76e division d'assaut aéroporté de la Garde. En juillet, la 66e et la 25e brigade aéroportée repoussent les assauts des 15e, 21e, et 30e brigades de fusiliers motorisés entre Kovalivka et Nevske. Par la suite, elle est affectée par des attaques de plus en plus importantes, mais parvient à tenir la ligne. L'oukase présidentiel no 457 du 28 juillet 2023 lui attribue le titre du « prince Mstislav le Brave » à rajouter à son nom. Durant l'automne elle reste positionnée dans ce secteur où les combats diminuent en intensité mais repoussant quelques assauts russes sporadiques. Le 8 décembre 2023, elle reçoit le titre honorifique « Pour le Courage et la Bravoure ». Durant la première moitié de 2024, la situation se calme sur ce secteur, les Russes privilégiant les attaques plus au sud en direction de Terny depuis Kreminna. À partir du mois de mai 2023, les Russes relancent leurs attaques sur Makiivka. Le secteur est alors renforcé par la 3e brigade d'assaut, le 2e bataillon de la 4e brigade "Rubizch" et la 68e brigade de chasseurs. En juillet, les forces russes parviennent à enfoncer les lignes ukrainiennes et s'approchent de Makiivka. En dépit du renfort du 97e bataillon de la 107e brigade de défense territoriale, de la 115e brigade mécanisée, du 135e bataillon de la 114e brigade de défense territoriale et du 4e bataillon de la brigade présidentielle les Russes reprennent progressivement Makiivka entre le mois d'août et septembre. Depuis octobre 2024, la brigade parvient à stabiliser la situation, frappant régulièrement les positions Russes.

## Organisation

### Structure
En août 2023 la brigade comprend :
- État-major de la brigade,
  - 
    -  Compagnie de protection du QG ;

  -  1er bataillon mécanisé (M113) ;
  -  2e bataillon mécanisé ;
  -  3e bataillon mécanisé ;
  -  1er bataillon de fusiliers (unité militaire A7085) ;
  -  402e bataillon de fusiliers (unité militaire A4823) ;
  -  Bataillon de chars (T-72) ;
  -  Groupe d'artillerie de la brigade[27] ;
    - État-major du régiment ;
      - Batterie de contrôle et d'acquisition de cibles ;

    - 1re bataillon d'artillerie automotrice (2S1 Gvozdika) ;
    - 2e bataillon d'artillerie automotrice (2S1 Gvozdika) ;
    - Bataillon de lance-roquettes multiples ;
    - Bataillon antichar ;

  -  Bataillon de défense antiaérienne (ZSU-23-4) ;
  -  Compagnie de reconnaissance/renseignement ;
  -  Bataillon de drones "Mara"
  -  Bataillon du génie ;
  -  Bataillon logistique ;
  -  Bataillon de réparation et maintenance ;
  -  Compagnie de transmissions ;
  -  Compagnie de Radar
  -   Compagnie médicale (soins et évacuation)
  -  Compagnie de protection défense NRBC ;

### Matériel et équipements
- un bataillon de char sur T-64BV[28] et au moins un T-72B3 capturé à la Russie[29]
- trois bataillons mécanisés sur M113 et M113AS4 livrés par l'Australie et KrAZ Spartan[30]
- un groupe d'artillerie sur 2S1 Gvozdika
- un bataillon antiaérien sur ZSU-23-4 Shilka

### Commandants
- Colonel Oleh Degtyarov (février 2022 - août 2022) †
- Colonel Maksym Suprun (septembre 2022 - août 2023)
- Colonel Yury Dvorsky (août 2023 - en fonction)

## Insignes
Les armoiries de la brigade représentent un bouclier héraldique de couleur vert olive, orné d'un liseré bleu, représentant la formation de l'unité sur les terres de la Sotnia d'Oster : l'entité administrative territoriale et militaire de l'Hetmanat cosaque et symbolisant l'héritage de l'armée ukrainienne à travers les siècles, des cosaques aux soldats modernes. Au bas du bouclier se trouvent deux étoiles à six branches superposées en or et en argent, indiquant le numéro de la brigade.